# Marie Doro
Marie Doro (ur. 25 maja 1882, zm. 9 października 1956) – amerykańska aktorka filmowa.

## Filmografia
- 1915: The Morals of Marcus jako Carlotta
- 1916: Oliver Twist jako Oliver Twist
- 1919: 12.10 jako Marie Fernando
- 1924: Sally Bishop jako Sally Bishop

## Wyróżnienia
Posiada swoją gwiazdę na Hollywoodzkiej Alei Gwiazd.